# Hans Hagen (Filmkomponist)
Hans Hagen, gebürtig Hans Köstelbauer (* 4. Februar 1915 in Heiligeneich, Niederösterreich, Österreich-Ungarn; † 14. Mai 1979 in Tullnerbach, Österreich) war ein österreichischer Kapellmeister, Orchestermusiker, Dirigent, Komponist und Filmkomponist.

## Leben
Der Sohn des Cafébetreibers Köstelbauer besuchte ein humanistisches Gymnasium und erhielt seine künstlerische Ausbildung an der Hochschule für Musik in Wien, ehe er in den Jahren 1940 bis 1945 zur Wehrmacht eingezogen wurde. Wieder zurück im Zivilleben, war Hans Hagen ab 1945 drei Jahre lang als Kapellmeister am Landestheater von Linz angestellt. 1948 wechselte er zum österreichischen Rundfunk, wo er sich seinen Lebensunterhalt als Dirigent verdiente. Zu dieser Zeit kamen auch erste Aufträge für die Komposition von Filmmusiken hinzu. 
Das Gros seiner Partituren untermalte österreichische Produktionen des Heimatfilm-Genres bzw. Filme aus bäuerlichem Umfeld. Gelegentlich komponierte Hans Hagen auch für Dokumentationen sowie für eine beträchtliche Anzahl (bis Ende der 1950er Jahre über 70 Stück) an Hörspielen. Hagen nahm auch eine Fülle von Schallplatten auf und arbeitete mit der US-Produktionsfirma Columbia Pictures, der BBC-London und dem Hollywood Radio City Orchestra zusammen. In den 1960er Jahren konzentrierte er sich bei seiner kompositorischen Arbeit auf Fernsehfilme.
Hagen war von Mai 1953 bis zu seiner Deckung im Juni 1954 Mitglied der Freimaurerloge Gleichheit.

## Filmografie
- 1948: Die Schatztruhe
- 1948: Die Sonnhofbäuerin
- 1949: Wilderernacht (Liebesprobe)
- 1952: Abenteuer in Wien (Auftritt)
- 1953: Lavendel – eine ganz unmoralische Geschichte (Lavendel)
- 1954: Das Geheimnis der Venus
- 1954: Und der Himmel lacht dazu (Bruder Martin)
- 1956: Der Schandfleck
- 1956: Försterliesel
- 1956: Dort oben, wo die Alpen glühen
- 1957: Jungfrauenkrieg
- 1957: Der Wilderer vom Silbertal
- 1958: Gefährdete Mädchen
- 1958: Mikosch im Geheimdienst
- 1960: Hohe Tannen (Köhlerliesel)
- 1960: Heimweh nach dir, mein grünes Tal (Mein Vaterhaus steht in den Bergen)
- 1961: Kleines Bezirksgericht
- 1961: G‘schichten aus dem Wienerwald
- 1961: Staatsaffären
- 1962: Der vergessenen Jahre
- 1962: Valnocha, der Koch
- 1964: Schach der Dame
- 1964: Das Haus der Vergeltung
- 1965: Auktion bei Gwendolyn
- 1966: Alibi für James
- 1966: Der Befehl
- 1967: Der Arzt wider Willen
- 1969: Der Gürtel des Namajok